# Alouette bateleuse
Corypha apiata
Espèce
Répartition géographique
Statut de conservation UICN

 LC  : Préoccupation mineure
L'Alouette bateleuse (Corypha apiata) est une espèce d'oiseaux de la famille des Alaudidae. 
Cet oiseau peuple les milieux d'herbage épars et de savane ou encore le Karoo et le fynbos.
Bien que les effectifs à l'état sauvage décroissent, l'Alouette bateleuse est considérée comme commune sur une grande partie de son aire de répartition.
L’Alouette bateleuse est chassée par le Chat à pieds noirs (Felis nigripes) et représente 2,4 % des proies attrapées par ce petit félin.

## Taxonomie
Jusqu'en 2023, l'Alouette bateleuse était classée dans le genre Mirafra mais, à la suite d'une large étude de phylogénétique moléculaire menée par l'ornithologue suédois Per Alström et ses collaborateurs, il a été démontré que ce genre était trop hétérogène. C'est pourquoi l'Union internationale des ornithologues ont séparé ce genre en quatre genres. L'Alouette bateleuse est donc désormais classée dans le genre Corypha.

## Liste des sous-espèces
Selon la classification de référence du Congrès ornithologique international (15.1, 2025) :
- Corypha apiata apiata Vieillot, 1816 — sud de la Namibie et Afrique du Sud ;
- Corypha apiata marjoriae Winterbottom, 1956 — littoral du Cap-Occidental.